# Riama laevis
Espèce
Synonymes
- Oreosaurus laevis Boulenger, 1908

Statut de conservation UICN

 VU B1ab(iii) : Vulnérable
Riama laevis est une espèce de sauriens de la famille des Gymnophthalmidae.

## Répartition et habitat
Cette espèce est endémique de Colombie. Elle se rencontre entre 1 967 et 3 000 m d'altitude dans les départements de Valle del Cauca et de Risaralda.
Elle vit dans la forêt de nuage et dans les plantations d'eucalyptus.

## Publication originale
- Boulenger, 1908 : Descriptions of new Batrachians and Reptiles discovered by Mr. M. G. Palmer in South-western Colombia. Annals and Magazine of Natural History, sér. 8, vol. 2, no 12, p. 515-522 (texte intégral).